# Боковая ручка управления
Боковая ручка управления, так же сайдстик (англ. Side-stick — боковая ручка управления) — орган ручного управления самолётом, позволяющий изменять крен и тангаж воздушного судна. В отличие от традиционной ручки управления, установленной по центру кабины между ног лётчика, сайдстик располагают справа от пилота (если это военный самолёт) либо по бокам кабины (в пассажирском). Таким образом, сайдстик пилота, сидящего слева (командир воздушного судна), расположен слева от его сиденья, а сайдстик пилота, сидящего справа (второй пилот), расположен справа от его сиденья. В основном такими органами управления оборудуются воздушные суда с электродистанционной системой управления.
Ручки управления в пассажирском самолёте не связаны с плоскостями управления напрямую. Любое движение сайдстика обрабатывается бортовыми компьютерами и информация передаётся по проводам к гидравлическим приводам, которые приходят в действие и совершают необходимые движения рулевых плоскостей.
Оба сайдстика специально разработаны для левой и правой руки так, что пилоты не испытывают дискомфорта. При отклонении обеих ручек (если они обе включены) сигнал суммируется (на самолетах Airbus). Сайдстик оборудуется кнопкой для отключения автопилота и включения приоритета между двумя ручками.
Установка боковых ручек управления на пассажирских авиалайнерах дала возможность освободить место для рабочего столика, а также улучшить обзор панели приборов.
Боковая ручка управления используется во многих современных истребителях, таких как F-16, Mitsubishi F-2, Dassault Rafale, F-22 Raptor, а также на гражданских воздушных судах, таких как Sukhoi Superjet 100, Airbus А320 (стал первым пассажирским самолётом, оборудованным сайдстиком) и всех последующих самолетах этого концерна: Airbus A330, Airbus A340, Airbus A380 и самый современный Airbus A350. Особняком стоит самолет МС-21 у которого также используются боковые ручки, но они являются активными, то есть передают на руку пилота усилия, имитирующие аэродинамические нагрузки на рули. Боинг не стал оборудовать свои самолеты с электродистанционной системой управления (модели 777 и 787) боковыми ручками управления, сохранив штурвалы, объясняя это преемственностью поколений. По тому же пути пошли и в КБ Туполева и Ильюшина, оборудовав Ту-204 и Ил-96 штурвалами.